# XXY

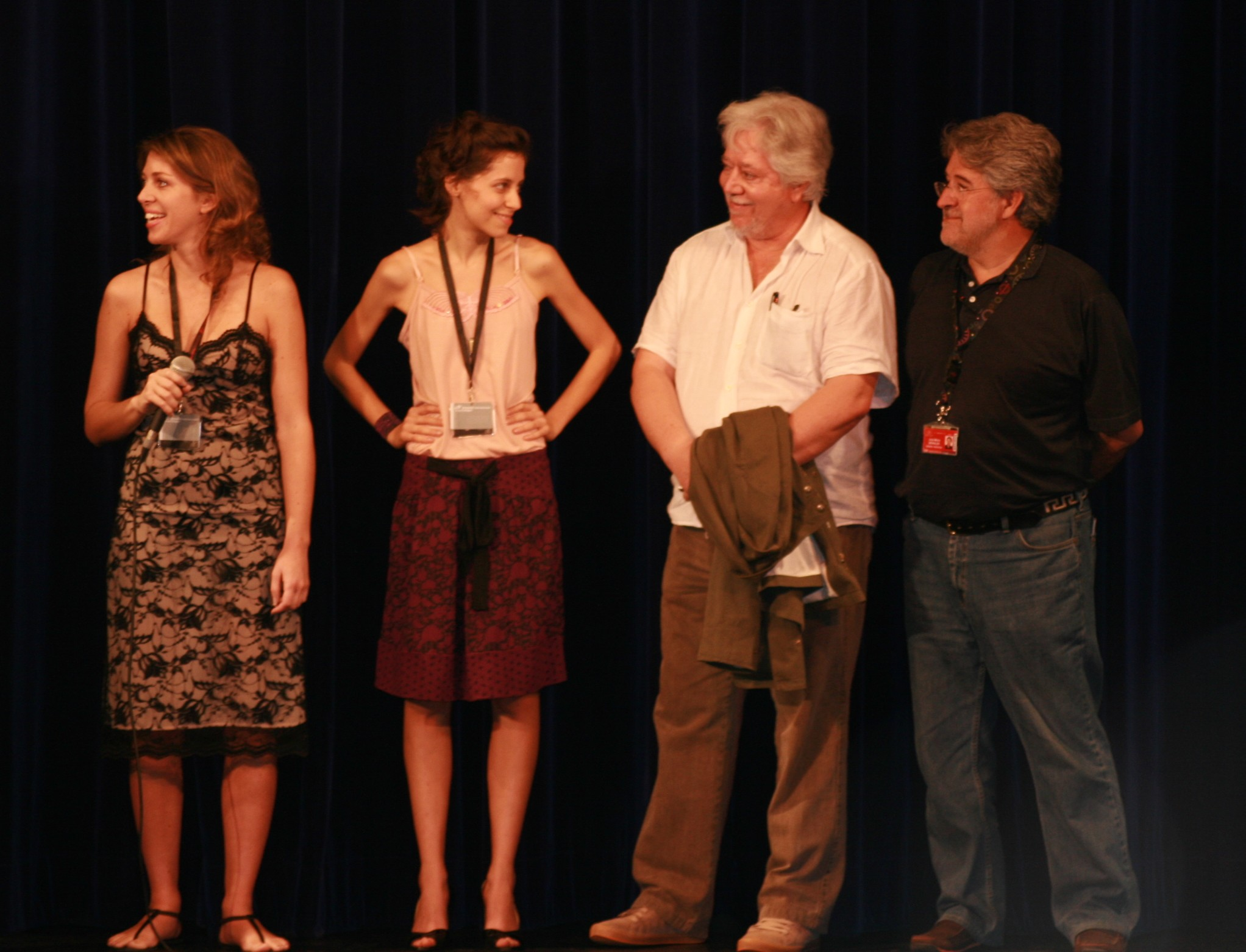
Crew von XXY bei den Filmfestspielen von Cannes, 2007

XXY ist ein argentinisches Film-Drama aus dem Jahr 2007 über das Leben der 15-jährigen intersexuellen Alex. Lucía Puenzo gab ihr Regiedebüt mit diesem Film. Sie schrieb auch das Drehbuch nach der Kurzgeschichte Cinismo von Sergio Bizzio. Die Hauptrollen in XXY spielen Ricardo Darín, Valeria Bertuccelli, Inés Efron und Martín Piroyansky. In Deutschland ist der Film bei Koolfilm im Verleih.

## Handlung
Alex ist eine 15-jährige Intersexuelle. Sie hat männliche und weibliche Genitalien, lebte aber bisher als Mädchen, was durch hormonelle Medikamenteinnahme möglich war. Damit hat sie nun jedoch aufgehört, was früher oder später zur Vermännlichung ihres Äußeren führen wird.
Alex’ Eltern sind mit ihr von Argentinien in ein Dorf an der Küste von Uruguay gezogen, um negativen Reaktionen der Gesellschaft zu entfliehen. Ihr Vater, Néstor Kraken, ist ein Meeresbiologe, der auch ein Buch über Sexualität veröffentlicht hat und in Einklang mit Fischern lebt, die ihm verwundete Tiere zur Pflege bringen. Alex’ Mutter Suli lädt Freunde aus Argentinien ein: einen Chirurgen mit seiner Frau und Teenager-Sohn Álvaro. Der Zweck des Besuchs, welcher Alex und ihrem Vater zunächst verheimlicht wird, ist es, die Möglichkeiten einer Operation zu diskutieren. Álvaro weiß nichts von Alex’ Intersexualität.
Alex sagt Álvaro ganz offen, dass sie Sex mit ihm haben will. Nach einigem Zögern lässt er sich verführen. Allerdings dringt Alex unerwartet anal in Álvaro ein. Sie werden von Néstor unterbrochen, der die Szene beobachtet hat. Alex entschuldigt sich später, aber Álvaro sagt, dass es ihm gefallen hat. Álvaros Vater ist erleichtert, nachdem er hört, dass sein Sohn Alex attraktiv findet; er war besorgt, dass Álvaro homosexuell sein könnte.
Néstor will im Grunde nur das Beste für sein Kind. Für ihn ist Alex perfekt seit der Geburt. Es war ihm schon immer bewusst, dass Alex sich auch umentscheiden könnte und kein Mädchen bleiben will. Um selbst mehr mit sich ins Reine zu kommen, sucht er einen ehemaligen Intersexuellen auf, der sich mit dem Eintritt in die Volljährigkeit dafür entschieden hatte, sich operativ dem (anatomisch) männlichen Geschlecht angleichen zu lassen.
Drei Jungen aus dem Dorf, ein weiterer hat sie in einem Boot gefahren, überwältigen Alex und reißen ihr mit Gewalt die Hosen herunter, um sich die Genitalien anzusehen. Ein Junge vergewaltigt Alex. Als Néstor davon erfährt, ist er außer sich. Er fährt schnurstracks zu den Übeltätern und mahnt sie, seinen Sohn – zu diesem Zeitpunkt nennt er Alex zum ersten Mal so – in Ruhe zu lassen. Er will eine Anzeige bei der Polizei erstatten, erkennt aber, dass dann das ganze Dorf über die Besonderheit seines Kindes Bescheid wissen würde. Daher beschließt er, Alex die Entscheidung zu überlassen. Alex findet, dass es egal ist, wenn es alle erfahren. Außerdem beschließt sie, die Medikamente endgültig abzusetzen und auch keine Operation an sich vornehmen zu lassen. Alles soll einfach so sein, wie es ist.

## Leitmotiv
Alex hat ein Aquarium voller Clownfische. Clownfische sind temporäre Hermaphroditen: Alle Individuen sind am Anfang männlich und können später weiblich werden. Dieses Beispiel eines hermaphroditischen Organismus in der Natur durchzieht den ganzen Film.
Das Motiv des Seetiers erscheint auch im Familiennamen Krake.

## Zum Titel
Melanie Waelde kritisiert in Sissymag die unverständliche Titelwahl, die zu so viel Irritation führte, dass der deutsche Verleih Kool Filmdistribution im Presseheft den Titel erklären musste. XXY sei eine poetische Metapher für Intersexualität. Gleichzeitig stellt man klar, dass Alex nicht das Klinefelter-Syndrom mit dem Chromosomensatz 47, XXY, hat, wie der Titel nahelegt, sondern das Adrenogenitale Syndrom (AGS), eine angeborene Hormonstörung der Nebennierenrinde, und den weiblichen Chromosomensatz 46, XX.

## Kritiken
XXY erhielt zahlreiche positive Kritiken, den Critics'-Week-Preis auf dem Filmfestival von Cannes 2007 sowie den ACID/CCAS Support Award. Er wurde mit acht Nominierungen im Rahmen der Argentinischen Filmkritik Association Awards 2008 bedacht und war außerdem bei einer Reihe von internationalen Filmfestspielen nominiert, bei denen er vereinzelt auch Preise gewann. Des Weiteren wurde er als Abschlussfilm für das Melbourne Queer Film Festival 2008 gewählt.

„Ein kämpferischer, dabei jederzeit unterhaltsamer Film, der sein Thema mit entwaffnender Direktheit angeht. Dabei macht er sich stilistisch wie inhaltlich überzeugend für das Recht auf Individualität stark.“

In den USA fand die Premiere am 24. Juni 2008 auf der Frameline 32 statt, dem 32. Internationalen LGBT Film Festival in San Francisco.
Melanie Waelde stellt kritisch heraus, dass in XXY Alex’ Suche nach Identität auf die Suche nach sexueller Orientierung reduziert wird. Sexualität wirkt wie Alex’ einziger Lebensinhalt, als gäbe es nichts anderes, womit sich dieser junge Mensch beschäftigen würde. Vielleicht, weil Alex Außenwelt immerzu darüber kommunizieren möchte. Waelde stellt die Frage, ob die Filmemachenden vergessen haben, Alex komplexere Charakterzüge zuzugestehen und Alex vielschichtiger anzulegen.